# Järnvägsolyckan vid Hinsnoret-Ornäs
Järnvägsolyckan vid Hinsnoret-Ornäs inträffade på morgonen den 2 juni 1980 då två tåg kolliderade mellan Hinsnoret och Ornäs på sträckan Falun C–Borlänge C på Bergslagsbanan. Sextio personer skadades och 11 förolyckades, varav 5 barn från samma skolklass. Den direkta orsaken till olyckan var att det ena tåget felaktigt passerat en stoppsignal i Hinsnoret.

## Händelseförlopp
På morgonen den 2 juni 1980 var nattsnälltåg 212 på väg från Malmö och Göteborg mot Gävle med c:a 200 resande. I Borlänge skulle tåg 212 normalt möta tjänstetåg 25307 som var ett tomtåg Falun–Borlänge. Under den föregående natten hade det varit ett kraftigt åskoväder i området som hade påverkat signalsystemet vid järnvägen. Normalt skulle sträckan Falun-Borlänge ha fjärrstyrts från driftledningscentralen i Gävle men till följd av åskovädret saknade fjärrtågklareraren vid olyckstillfället möjligheten att överblicka sträckan och kunde inte heller manövrera växlar och signaler.
Även om fjärrtågklareraren inte kunde styra trafiken på sträckan fanns s.k. stationsautomater som skulle kunna reglera tågmöten på sträckan utan inverkan av en tågklarerare. Åskovädret har medfört förseningar i tågtrafiken och därför planeras mötet mellan tåg 212 och 25307 om till Hinsnoret eller Ornäs. Sedan ett annat tåg problemfritt passerat sträckan avgick därför 212 från Borlänge. För tåg 25307 stod utfartssignalen (huvudsignal som reglerar utfart från station) i Falun på stopp men föraren fick tillstånd av fjärrtågklareraren att passera denna, dock utan att informeras om det flyttade mötet.
Mötet hamnade i Hinsnoret och när tåg 25307 når dit stod därför utfartssignalen på stopp. Föraren på 25307 passerade då denna signal utan att ha erhållit tillstånd för detta från fjärrtågklareraren.  Kort därefter, kl. 07.21, frontalkolliderade tåg 25307 med tåg 212 i en svag kurva vid Storsund mellan Hinsnoret och Ornäs.
Loket som drog nattåget välte omkull vid kollisionen och hamnade ovanpå den första vagnen som krossades under lokets vikt. Flera ytterligare vagnar fick omfattande skador.

## Räddningsinsatsen
Det första larmet om olyckan inkom kl. 07.36 varefter ambulans och brandkår sändes till olycksplatsen. Räddningsinsatsen försvårades av de omfattande skadorna på vagnarna och flera passagerare var fastklämda i dessa. Räddningspersonalen var tvungna att stötta upp vagnarna med stockar på grund av rasrisken och fick använda skärbrännare för att få ut skadade passagerare. Ett sommarstugeområde fanns i nära anslutning till olycksplatsen och räddningspersonal bröt sig in i ett antal sommarstugor för att kunna husera skadade och genomföra en första kontroll i väntan på avtransport. De oskadda passagerare som fanns i de bakre vagnarna kunde sitta kvar i dessa i väntan på transport från platsen.
Samtliga skadade hade förts till sjukhus vid lunchtid och därefter vidtog röjningsarbetet vilket fortskred till påföljande dag. En ny grusväg behövde anläggas till olycksplatsen för att kunna föra fram de kranbilar som erfordrades för att röja olycksplatsen. Som mest deltog c:a 200 personer i räddningsarbetet.

## Utredning och orsak
Olyckan utreddes internt vid SJ. En försvårande omständighet vid olyckan var den s.k. stillbilden i driftledningscentralen som gjorde att fjärrtågklareraren inte kunde överblicka trafiken. Den avgörande orsaken beskrivs dock i SJ:s rapport som bristande kommunikation mellan fjärrtågklareraren och föraren på tåg 25307. Fjärrtågklareraren ska ha lämnat tillstånd att passera utfartssignalen i Falun och tre mellanliggande signaler innan Hinsnoret, däremot skulle föraren vid efterföljande signaler i stopp ringa i bantelefonen för att få medgivande att passera signalen. I samband med dessa samtal hade föraren också kunnat få information om det flyttade mötet. Föraren har dock felaktigt passerat även utfartssignalen i Hinsnoret utan att ringa tågklareraren. Samtidigt skall konstateras att fjärrtågklareraren enligt SJ:s säkerhetsbestämmelser inte fick lämna medgivande för passage av mer än en stoppsignal åt gången och att även denne därmed avvikit från normalt förfarande.
Föraren på tåg 25307 uppgav en annan version av samtalet med fjärrtågklareraren än den som använts i SJ:s rapport. Föraren hävdar istället att fjärrtågklareraren meddelat att mötet med 212 skulle ske i Ornäs och att föraren på 25307 hade medgivande att passera även utfartssignalen i Hinsnoret som sannolikt skulle stå på stopp. 
I SJ:s rapport konstateras vidare att gällande säkerhetsbestämmelser innebar att tåg efter passage av signal i stopp skulle fortsätta färden med 40 km/h som största tillåtna hastighet och att tåget dessutom skulle kunna stanna på "halva siktsträckan", d.v.s. hälften av den sträcka som föraren kan överblicka. Trots detta skall tåg 25307 efter passage av stoppsignalerna ha färdats i c:a 75 km/h. SJ:s rapport anger att tomtåget vid olyckstillfället hade bromsat till 25 km/h och att nattsnälltåget hunnit bromsa till 75 km/h. Andra uppgifter anger dock att hastigheten vid kollisionen var c:a 90 km/h.
Sammanfattningvis anges den direkta orsaken till olyckan vara att tjänstetåg 25307 passerade utfartssignalen i Hinsnoret som stod på stopp. Den bakomliggande orsaken anges vara att kommunikationen mellan fjärrtågklareraren och föraren på 25307 fallerade.

## Efterspel
I olyckan avled 11 personer och c:a 60 personer skadades. Båda förarna överlevde utan fysiska men. Bland de avlidna fanns fem barn som tillhörde samma klass i årskurs fem på Ullvi skola utanför Leksand. Klassen hade färdats på tåget som en del av en klassresa till Furuviksparken innan skolavslutningen. Föräldrarna till de avlidna barnen kritiserade i efterhand SJ för att kontakten efter olyckan upplevts som opersonlig, att man inte fått adekvat ekonomisk ersättning efter olyckan och att det varit svårt att få ut någon ersättning överhuvudtaget.
Efter olyckan åtalades föraren på tåg 25307 som den 20 februari 1981 dömdes till villkorlig dom av Falu tingsrätt för vållande till annans död och allmänfarlig vårdslöshet. Rättsprocessen kritiserades av bland annat anhöriga och fackliga företrädare som menade att även tre fjärrtågklarerare borde ha åtalats eftersom de givit föraren instruktioner som stod i strid med gällande säkerhetsbestämmelser.
SJ ändrade efter olyckan rutinerna på fjärrblockerade sträckor så att fjärrtågklarerare inte längre fick ge medgivande att passera signal i stopp vid s.k. stillbild, d.v.s. när tågklareraren inte kunde överblicka trafiken på sträckan och manövrera växlar och signaler.